# Roncale di San Marino
Il roncale di San Marino è un vino la cui produzione è consentita nella repubblica di San Marino. È prodotto con uve ribolla di San Marino al 50% e per il 50% da vini bianchi autorizzati nella repubblica.

## Caratteristiche organolettiche
- colore: paglierino scarico
- odore: fine con note fruttate
- sapore: asciutto, sapido e corposo con retrogusto amarognolo

## Abbinamenti consigliati
Antipasti, piatti freddi estivi, piatti a base di pesce e pesce alla griglia.